# Paseo del Bosque

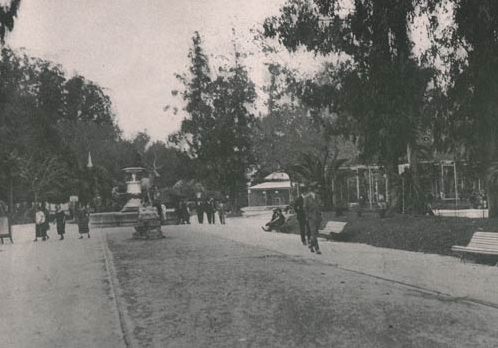
Vista do Paseo del Bosque.

O Paseo del Bosque é o maior parque da cidade de La Plata, capital da Província de Buenos Aires, Argentina. É um dos pontos turísticos mais importantes da capital bonaerense. Está situado entre as ruas 50 e 60, 115 e 122.
O parque tem uma extensão aproximada de 60 hectares e sua arborização é uma das mais variadas. variada. Entre suas principais espécies estão os choupos, carvalhos, salgueiros e eucaliptos.